# Frankliniella occidentalis
Thrips des petits fruits
Espèce
Frankliniella occidentalis, le Thrips des petits fruits, Thrips de Californie ou Thrips californien, est une espèce d'insectes thysanoptères de la famille des Thripidae. C'est un important ravageur des cultures.

## Répartition
Cette espèce de thrips est originaire d'Amérique du Nord mais s'est répandue dans les autres continents dont l'Europe, l'Australie et l'Amérique du Sud à la faveur de la dispersion de plantes infectées. Il peut se développer sur environ 500 plantes hôtes dont de nombreuses cultures d'arbres fruitiers et de plantes maraîchères et ornementales.
Le thrips des petits fruits fait partie des 100 pires espèces envahissantes selon l'UICN.

## Description
Le mâle adulte mesure environ 1 mm de longueur, la femelle est légèrement plus grande, avec environ avec 1,4 mm. La plupart des thrips des petits fruits sont femelles et se reproduisent par parthénogenèse. Les mâles sont rares. Ils sont de couleur variées, certains types de couleurs étant plus abondants à certaines saisons. Les couleurs varient du rouge au jaune et au brun. Les adultes sont allongés et fins, avec deux paires de longues ailes. Les œufs, ovales ou réniformes, sont blancs et mesurent 0,2 mm de long. La nymphe est jaunâtre aux yeux rouges.

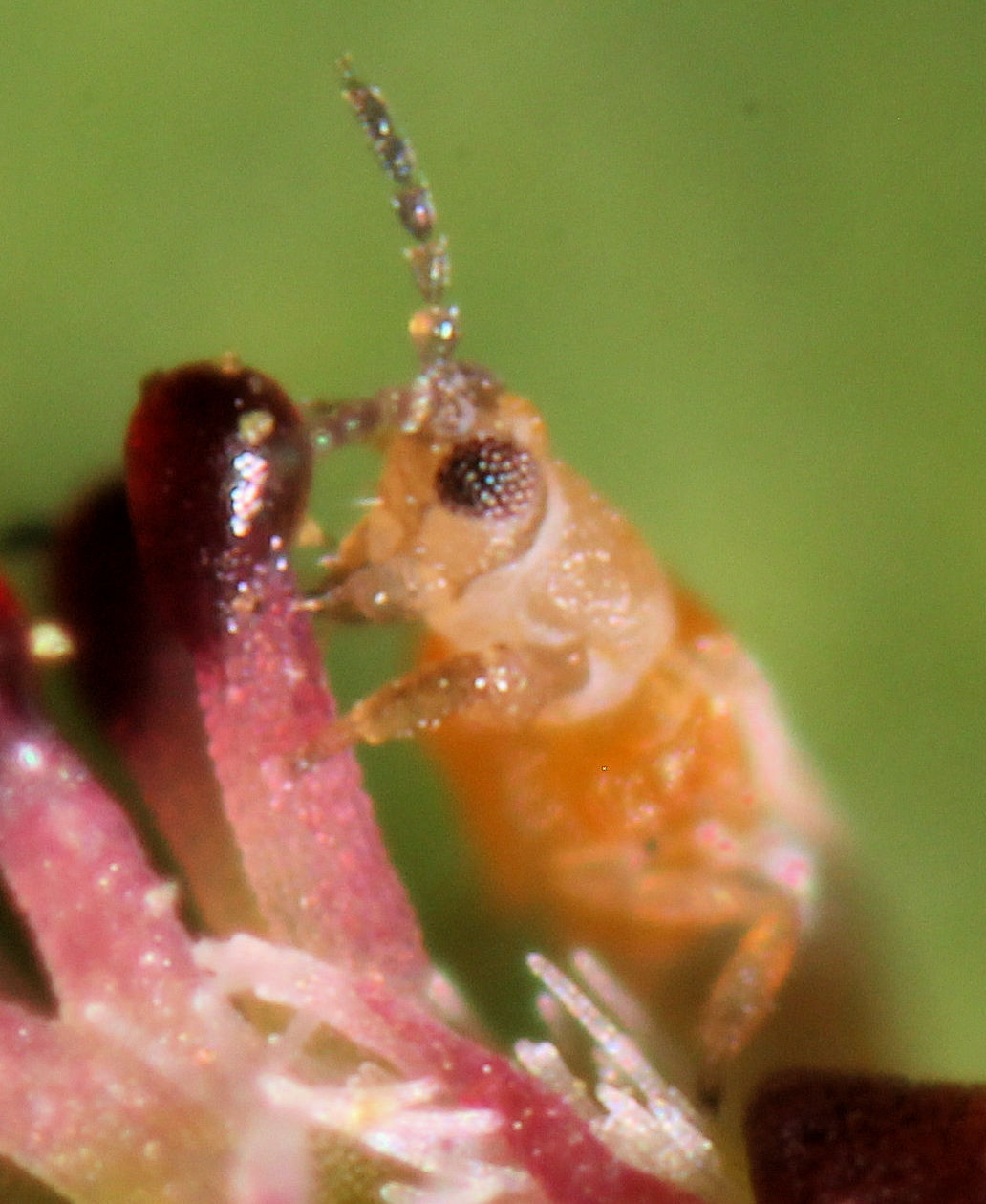
Frankliniella occidentalis
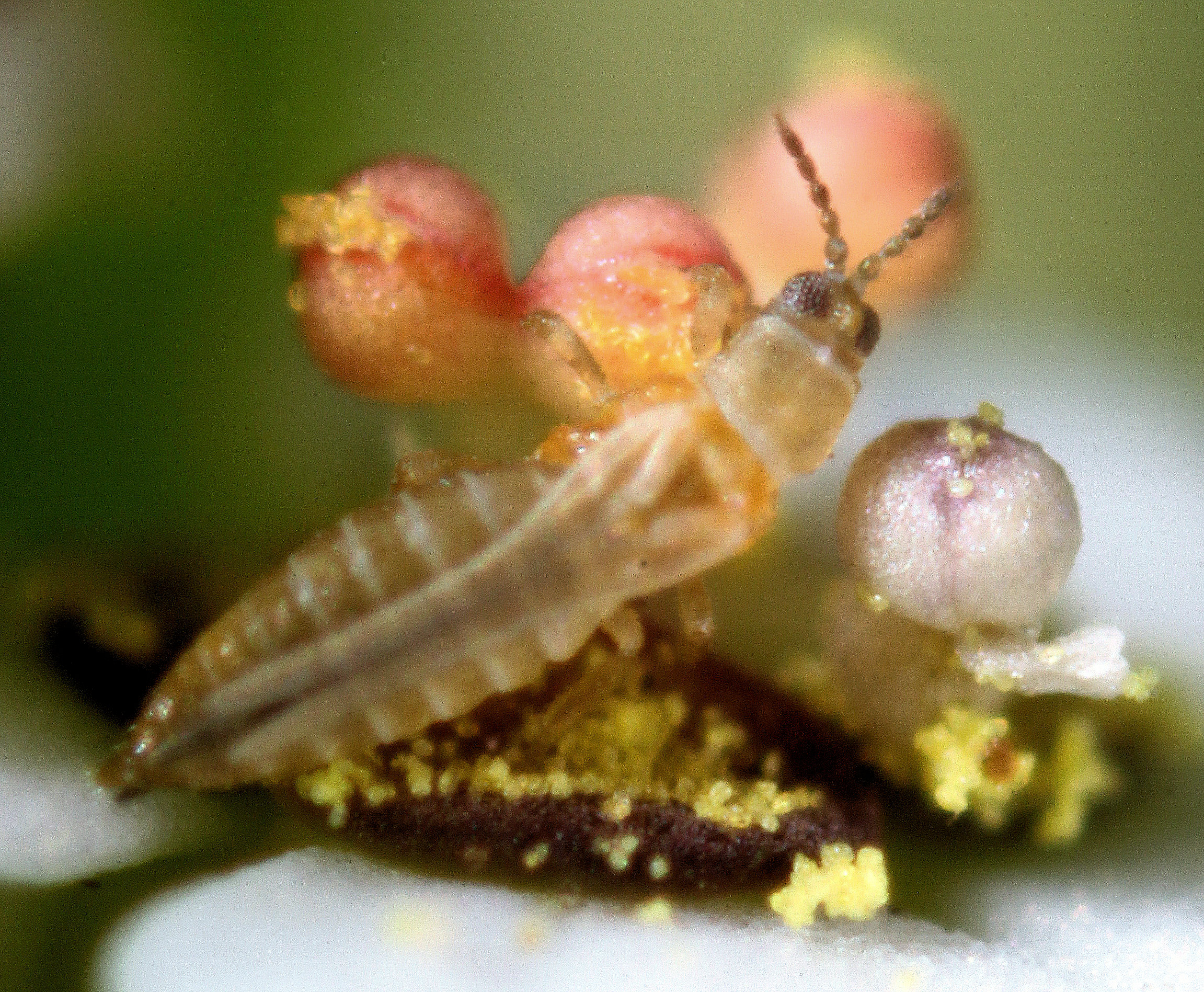
Frankliniella occidentalis
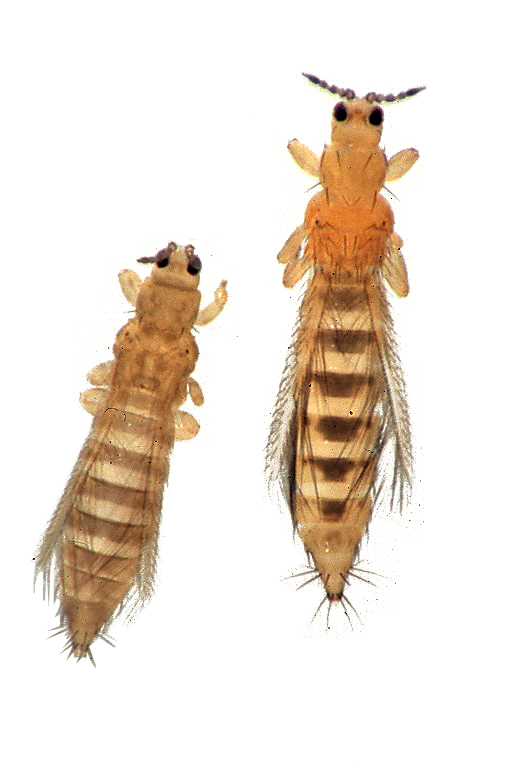
Thrips tabaci sur la gauche, Frankliniella occidentalis sur la droite.
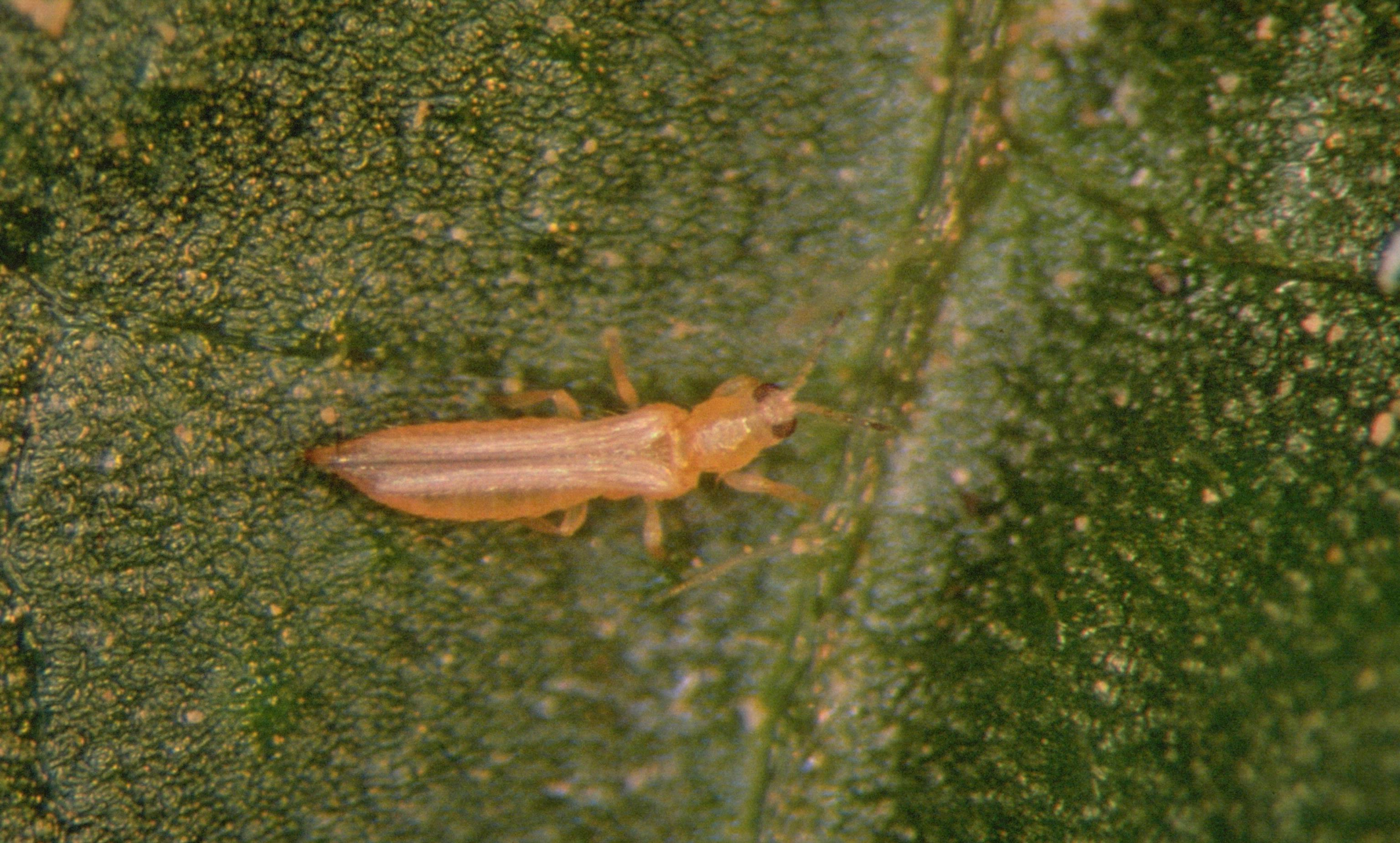
Frankliniella occidentalis

## Cycle biologique
Le cycle biologique du thrips des petits fruits a une durée variable car les adultes peuvent vivre de deux à cinq semaines ou plus et la nymphe peut vivre de 5 à 20 jours. La femelle pond de 40 à plus de 100 œufs dans les tissus des plantes, souvent dans la fleur, mais aussi dans le fruit ou dans les feuilles. La nymphe nouvellement éclose se nourrit de la plante pendant deux de ses stades de développement puis se laisse tomber de la plante pour terminer ses deux derniers stades de développement.

## Dégâts
L'insecte attaque les plantes de plusieurs manières. Les principaux dommages sont causés par les adultes lorsqu'ils pondent dans les tissus de la plante. Les plantes sont également dévorées par l'insecte, ce qui laisse dans les feuilles des trous et des marques de décoloration argentées lorsque la plante réagit à la salive des insectes.
Les nymphes se nourrissent abondamment des jeunes fruits commençant à peine leur développement à partir des fleurs. Le thrips des petits fruits est aussi le principal vecteur de la maladie bronzée de la tomate, grave maladie virale des cultures de tomates.

## Lutte
Le thrips des petits fruits est un ravageur présent tout au long de l'année, mais il est moins nuisible par temps humide.
Les nuisances peuvent être limitées en constituant des « barrières » de plantes non hôtes autour des cultures et en éliminant les plantes réservoirs, celles qui attirent spécifiquement le thrips, telles que le datura stramoine.
Les ennemis naturels du thrips comprennent des punaises du genre Orius. D'autres agents paraissent utilisables en lutte biologique, parmi lesquels le champignon Metarhizium anisopliae et l'acarien Neoseiulus cucumeris.

## Systématique
Le nom valide complet (avec auteur) de ce taxon est Frankliniella occidentalis (Pergande, 1895).
L'espèce a été initialement classée dans le genre Euthrips sous le protonyme Euthrips occidentalis Pergande, 1895.
Ce taxon porte en français les noms vernaculaires ou normalisés suivants : thrips californien, thrips de Californie, thrips des petits fruits.
Frankliniella occidentalis a pour synonymes :
- Euthrips californica Moulton, 1911
- Euthrips helianthi Moulton, 1911
- Euthrips occidentalis Pergande, 1895
- Euthrips tritici californicus Moulton, 1911
- Frankliniella canadensis Morgan, 1925
- Frankliniella chrysanthemi Kurosawa, 1941
- Frankliniella claripennis Morgan, 1925
- Frankliniella conspicua Moulton, 1936
- Frankliniella dahliae Moulton, 1948
- Frankliniella dianthi Moulton, 1948
- Frankliniella nubila Treherne, 1924
- Frankliniella occidentalis brunnescens Priesner, 1932
- Frankliniella occidentalis dubia Priesner, 1932
- Frankliniella syringae Moulton, 1948
- Frankliniella trehernei Morgan, 1925
- Frankliniella tritici maculata Priesner, 1925
- Frankliniella tritici moultoni Hood, 1914
- Frankliniella umbrosa Moulton, 1948
- Frankliniella venusta Moulton, 1936